# Elisabeth Grasser
Elisabeth Grasser (7 de mayo de 1904-14 de agosto de 2002) fue una deportista austríaca que compitió en esgrima, especialista en la modalidad de florete. Ganó cuatro medallas en el Campeonato Mundial de Esgrima entre los años 1932 y 1936.

## Palmarés internacional
| Campeonato Mundial | Campeonato Mundial     | Campeonato Mundial | Campeonato Mundial  |
| Año                | Lugar                  | Medalla            | Prueba              |
| ------------------ | ---------------------- | ------------------ | ------------------- |
| 1932               | Copenhague (Dinamarca) | Medalla de plata   | Florete por equipos |
| 1933               | Budapest (Hungría)     | Medalla de bronce  | Florete por equipos |
| 1935               | Lausana (Suiza)        | Medalla de plata   | Florete por equipos |
| 1936               | San Remo (Italia)      | Medalla de bronce  | Florete por equipos |